# کودک‌کشی

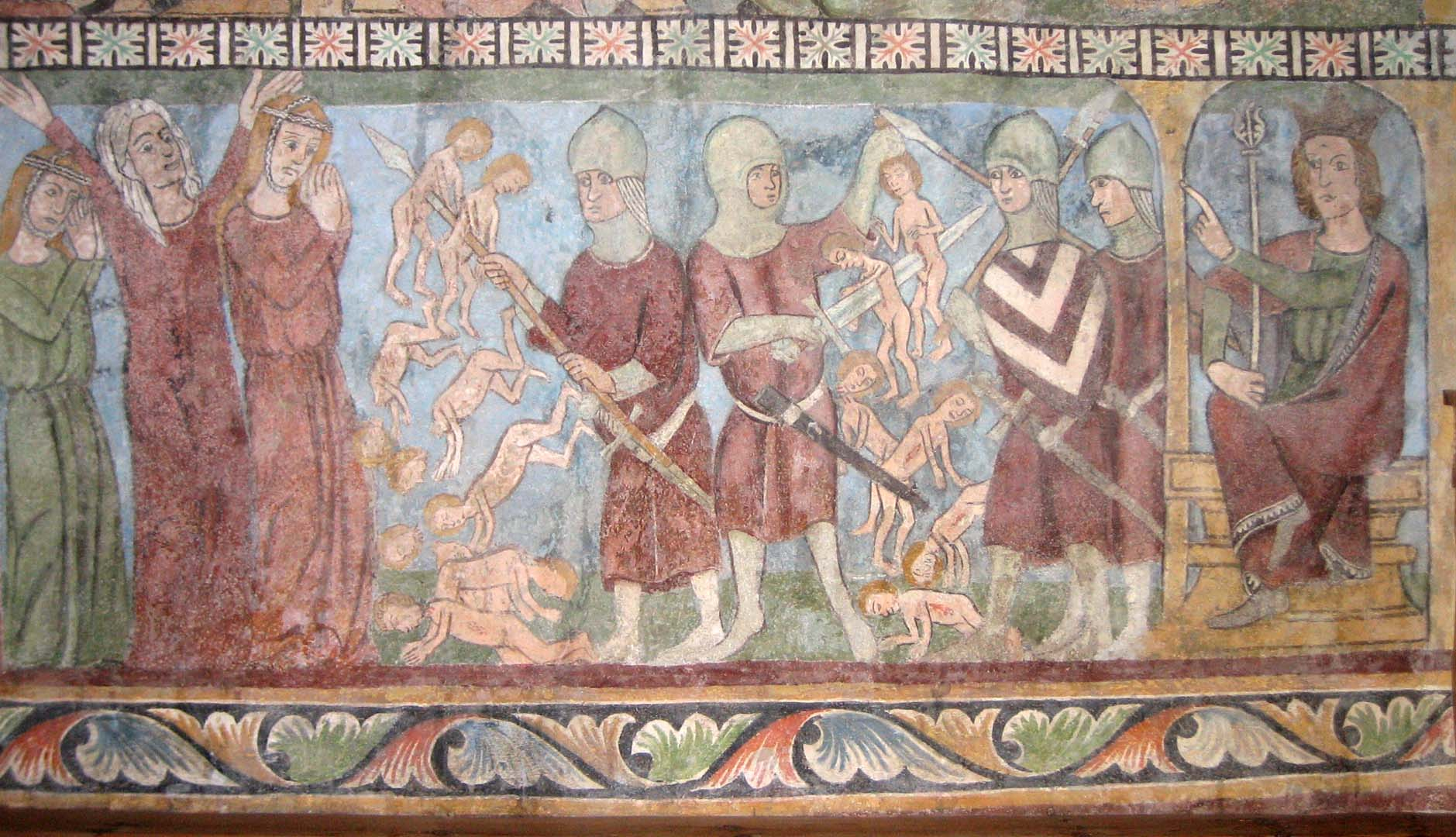
تصویر نقاشی‌شدهٔ کودک‌کشی در قرون وسطا

کودک‌کشی کشتن عمدی کودکان و شیرخواران است. اکنون به‌طور جهانی غیرقانونی است، شیرخوارکشی ورزهٔ گسترده در طول تاریخ انسان بود که بیشتر برای دفع کودکان ناخواسته به کار می‌رفت.: 61  منظورهای اصلی آن کنترل رویش جمعیت و اندوختن منابع از خرج شدن بر زادگان نزار یا ناتوان بود. شیرخواران ناخواسته به‌طور معمول رها می‌شدند تا در اثر مواجهه بمیرند، ولی در برخی از جوامع آنها به‌طور دستی کشته می‌شدند.
نوزادکُشی، نیز به معنای کشتن نوزاد در ۲۴ ساعت پس از زادمان است. این عمل معمولاً توسط مادر انجام می‌شد در حالی که شیرخوارکشی، یعنی کشتن نوزادی که حداقل بیش از یک روز از زایشش گذشته باشد، بیشتر توسط پدر صورت می‌پذیرفت. در بیشتر جوامع گذشته، شیرخوارکشی به نوعی پذیرفته‌شده بود. در برخی کشورها به دلیل آنچه که سقط جنین گزینش جنسی شده (Sex-Selective abortion) نامیده می‌شود، کشتن نوزاد دختر بیشتر از کشتن نوزاد پسر اتفاق می‌افتد.